# Engenheiro Navarro
Engenheiro Navarro è un comune del Brasile nello Stato del Minas Gerais, parte della mesoregione del Norte de Minas e della microregione di Bocaiúva.